# Macrodon ancylodon
Macrodon ancylodon is een straalvinnige vis uit de familie van de ombervissen (Sciaenidae) en behoort derhalve tot de orde van baarsachtigen (Perciformes). De vis kan een lengte bereiken van 45 centimeter.

## Leefomgeving
De soort komt in zeewater en brak water voor. De vis prefereert een subtropisch klimaat en leeft hoofdzakelijk in de Atlantische Oceaan op dieptes tussen 0 en 60 meter.
De vis wordt in grote aantallen in de kustwateren van Suriname aangetroffen.

## Relatie tot de mens
Macrodon ancylodon is voor de visserij van beperkt commercieel belang. In de hengelsport wordt er weinig op de vis gejaagd.